# Língua zoque
A língua zoques é uma língua em extinção falada pelos zoques, um povo indígena do México.